# ブサメンガチファイター
『ブサメンガチファイター』は、弘松涼による日本のライトノベル。「小説家になろう」にて2015年2月19日より連載中。2018年5月より光文社ライトブックス（光文社）にて書籍化されている。イラストは晩杯あきらが担当。略称は「ブサガチ」。
メディアミックスとして、上月ヲサムによるコミカライズが『月刊ビッグガンガン』（スクウェア・エニックス）にて、2017年Vol.12より2021年Vol.01まで連載された。2018年10月25日に漫画の単行本第2巻が発売された際には、作品のあらすじを紹介したPVを公開。同誌2025年Vol.01より続編となる『ブサメンガチファイターSSS(SUGOI SIDE STORY)』が連載されている。また、テレビアニメが2025年7月からTOKYO MXほかにて放送中。

## あらすじ
痴漢冤罪によって有罪となり、無職の引きこもりとなった34歳の吉岡しげるは、ネットで見かけた「異世界に行く方法」を半信半疑で試したところ、突如パソコンの画面にRPGのような「ステータス画面」が出現。悪ふざけでルックスを-255のブサメンに設定し、ステータスの「特記事項」として数々の制約を課した結果、千兆を超えるボーナスポイントを獲得。そのキャラ設定のまま異世界へと転生し、すべてのパラメータ（初期値は「5」）に1兆ポイントを割り振ったことで、彼のクラスは“絶対神”となった。
転生先でしげるは、同じく日本から来た誠司・聖華・リーズの3人と出会う。特記事項により女性に触れると大ダメージを受けるため、単独行動のほうが明らかに有利だと理解しつつも、彼らを見捨てられず成り行きでパーティを結成することになる。

## 登場人物
声の項はテレビアニメの声優。
吉岡しげる
声 - 諏訪部順一
本作の主人公。元営業マンだったが痴漢冤罪事件の影響で女性恐怖症となり、引きこもっていた。元々は「普通のブサメン」程度の容姿だったが、異世界転生時のキャラメイクの際にルックスのパラメータを最低に落とし、さらに「女性の肌に触れるとHPが毎秒1割減少」「女性とHしたら死ぬ」「入金率1万分の1（端数切り捨て）」と制約をつけたことで、莫大なボーナスポイントと成長率を得た。
当初は時間制限のせいでステータスにボーナスポイントを振り忘れたため、ブサメンかつ特記事項の制約を背負った上に全パラメータ初期値と悲惨な状態だったが、一匹のゴブリンを倒してレベルアップした際にボーナスポイントを改めて振り、凄まじく強いステータスと「絶対神」の称号を獲得する。
あまりに自分の力が強力すぎるため、人間相手の場合は殺さないようにまともな攻撃はせず、転がってぶつかったり攻撃を受け止めて盾になるなど、手加減して戦っている。
なお、漫画版1巻のキャラクターデザイン設定画によれば「しげる氏の『ルックス-255』は規制に引っかかるビジュアルのため若干マイルドに修正してあります」とのこと。
聖華
声 - 稲垣好
世間知らずの美少女。転生前は17歳だったとのことだが、どこか幼さと無邪気さが残っている。当初はしげるを警戒していたが、初めてのゴブリン戦でサポートを受けたことで心を開き、「お礼」と称して何かと世話を焼こうとする。
顔が整っているが、これでもボーナスポイントのためにルックスを多少下げている。
前世では誠司の扱っていたAIの事故によって四肢が使い物にならなくなるほどの重傷を負っていた模様で、自分の身体能力をあまり把握できておらず、さらには自分が立って歩けることをあまり自覚できていないことがある。
天使
聖華の特記事項である「友達が心の底から傷ついていたら、私は天使になって癒してあげたい」という記述が具現化して変身した姿。その清らかな力によって、欠損した部位でも再生することができる。絶対神しげるの使える回復系最強魔法でも欠損した部位は治せないため、回復能力に限れば彼女の方が上である。
誠司
声 - 白石兼斗
パーティのリーダーを務めるイケメン。自称「コミュ障」だが、実際は気配りが効くコミュ力の高い人物。ただし、他人を疑うことをしないため、しげるからは危なっかしく見えている。前世では起業から5年でマザーズ上場まで果たすも、取り扱っていたAIが事故を起こしたことで倒産してしまい、それで周囲に迷惑をかけたことを悔やんでいる。
前世では営業に来たしげると面識があるが、転生後も容姿は変わっていないため、ルックスの操作はしていない模様。
不屈の勇者アルディーン
誠司が中二病的な特記事項を記入したことによって変身した姿。髪が金色に輝き額に第三の目が開眼、胸に紋章が浮かび、背中には天使のような羽が生える。「仲間を絶対に裏切らない」という誓いで得たボーナスの全てを“怒りが頂点に達した時、この右手が真っ赤に輝き、いかなる邪悪をも貫く”必殺技につぎ込んでいるため、攻撃力はともかく防御力に難がある。
リーズ
声 - 内田真礼
敏捷性が高いロリっ子。自分の前世のことを語ろうとしないため本名は不明。リーズという名は聖華によって付けられたニックネーム。
実は自身の前世は誠司の妹であり、聖華の友達だった。誠司の企業が扱っていたAIの開発にかかわっており、聖華が事故に巻き込まれたことに罪悪感を持っていた。前世を話さなかったのはこの罪悪感によるものである。
特記事項に「他人のことを知りたい」と書いた結果、通常当人にしか見えない他人のステータスウィンドウを見る、鑑定のような能力を手に入れている。
この鑑定能力からしげるが誠司とかかわりがあることを見抜いており、聖華と誠司には隠して素性を伝え、しげると協力関係を築いている。また、前世は教えなかったものの、しげるに背中を押され再び聖華と友達になった。
恭志郎
声 - 中務貴幸
日本からの転生者。転生直後の初心者に対して「ガイド」を名乗り、親切心を装って接近してくるが、その正体は人身売買目的の初心者狩りを行う悪党である。しげるたち4人をターゲットに、眠り薬入りのジュースで昏倒させようとするも、誠司が変身した「不屈の勇者アルディーン」と、それを陰でサポートしたしげるの活躍によって一味は全員捕獲。事件後、役場からパーティに報奨金が支払われた。
伶亜
声 - 塚田悠衣
日本からの転生者。盗賊系スキルに長けている。前世で彼氏を奪われるなどの辛い経験を経て「美人」に対して深い恨みを抱いていたため、特記事項で「美人を絶対に許さない」と記入してしまう。その影響で初対面であっても美人を見ると殺人衝動に襲われ攻撃するため、いくつかのパーティを転々とした末に返り討ちとなり追われ、片腕を失って山中で気絶していたところを誠司によって保護される。
当初は美人である聖華を殺そうとするが、自分が殺されそうになったにもかかわらず、友達を救いたいと天使に変身し伶亜の腕を再生した彼女に対して「お前なんかブスだ、顔なんて見たくない」と告げて、その場を去る。その後、しげるのスキルによって絶対神でなければ解除できない盲目状態となり、殺人衝動から逃れることに成功。聖華への礼をしげるに伝えて姿を消す。ちなみに盲目であっても盗賊系スキルによって感覚が鋭敏であるため、日常生活に大きな支障はない。
白鳥京子
声 - 藤寺美徳
しげるを痴漢冤罪でハメた少女。数年後に多数の痴漢冤罪事件を意図的に起こしていたことが明らかとなったが、未成年だったため保護観察となり、大して制裁を受けることも無かった。

## 用語
- 異世界に行く方法

作中の日本でネット上を中心に噂されている都市伝説的な転生儀式。
内容は「深夜2時に、パソコンを北に向けて、窓を開けたまま両手を上げて待つ」というもの。実行するとパソコンの画面がキャラクター作成画面に切り替わり、転生の準備が始まる。
やろうと思えば誰でも簡単に実行できてしまうため、興味本位で試す者が後を絶たず、原因不明の行方不明者が増加する社会問題となっている。
異世界からの帰還も可能とされているが、その際には「残り寿命の半分を失う」というペナルティが課される。なお、上記の手順や条件は、ネット上に存在する帰還者（自称）によって拡散されたものである。
- 特記事項

異世界転生時、キャラクター作成画面において能力値のパラメーター配分とは別に用意されている自由記述欄。自分にとって有利な特徴を書けばボーナスポイントを消費し、不利な特徴を記述すればその分ボーナスが増加する。記入は転生前の1回限りで、後から修正することはできない。
多くの場合、前世の経験や価値観を反映した願望や理想が書き込まれるが、ここに記述された内容は「異世界での生き方」として強制的に適用されるため、軽い気持ちで書いた内容が思わぬ形で足枷になることもある。例として、「贅沢三昧をしたい」と記入した場合、実際の所持金や状況に関係なく浪費衝動に駆られる体質となり、金策の手段がなければ借金や犯罪に手を染めざるを得ない…といった具合に、人生が破綻するリスクを孕んでいる。

## 既刊一覧

### 小説
- 弘松涼（著）・晩杯あきら（イラスト）『ブサメンガチファイター』光文社〈光文社ライトブックス〉、既刊1巻（2018年5月16日現在）
  1. 2018年5月16日発売[3]、ISBN 978-4-334-91219-2

### 漫画
- 弘松涼（原作）・上月ヲサム（漫画）『ブサメンガチファイター』スクウェア・エニックス〈ビッグガンガンコミックス〉、全6巻
  1. 2018年4月25日発売[9][13]、ISBN 978-4-7575-5703-1
  2. 2018年10月25日発売[14][15]、ISBN 978-4-7575-5898-4
  3. 2019年4月25日発売[16]、ISBN 978-4-7575-6106-9
  4. 2019年10月25日発売[17]、ISBN 978-4-7575-6361-2
  5. 2020年6月25日発売[18]、ISBN 978-4-7575-6715-3
  6. 2021年2月25日発売[19]、ISBN 978-4-7575-7116-7
- 弘松涼（原作）・上月ヲサム（漫画）『ブサメンガチファイターSSS』スクウェア・エニックス〈ビッグガンガンコミックス〉、既刊1巻（2025年6月25日現在）
  1. 上巻 2025年6月25日発売[20][21]、ISBN 978-4-7575-9918-5

## テレビアニメ
2024年11月にテレビアニメ化が発表され、TOKYO MXほかにて2025年7月より放送中。アニメの制作会議には原作者の弘松涼も参加している。

### スタッフ
- 原作 - 弘松涼、漫画：上月ヲサム（月刊ビッグガンガン「ブサメンガチファイター」）[10]
- ノベライズ版著作 - 弘松涼（光文社ライトブックス「ブサメンガチファイター」）[10]
- 監督 - 曽根利幸[10]
- シリーズ構成 - 猪原健太[10]
- シナリオ監修 - 相澤伽月
- キャラクターデザイン - 松元美季[10]
- サブキャラクターデザイン・プロップデザイン・モンスターデザイン - 荒木裕
- 美術監督 - 松村良樹[10]
- 色彩設計 - 木村聡子[10]
- 撮影監督 - 設楽希[10]
- 特効ディレクター - 谷口久美子（チーム・タニグチ）[10]
- 編集 - 黒澤雅之[10]
- 音響監督 - 吉田光平[10]
- 音響効果 - 小林孝輔
- 音響制作 - ビットグルーヴプロモーション
- 音楽 - 川崎龍[10]
- 音楽制作 - 日本コロムビア[10]
- チーフプロデューサー - 神部宗之、唐雲康、末吉太平、小澤文啓、大澤信博
- プロデューサー - 天野大地、中里浩彰、栗原万里、髙橋美菜、菊池美穂、植島一輝
- アニメーションプロデューサー - 加藤晋一朗
- プロデュース - EGG FIRM[10]
- アニメーション制作 - WHITE FOX[10]
- 製作 - ブサメンガチファイター製作委員会（日本コロムビア、bilibili、VAP、クロックワークス、EGG FIRM）

### 主題歌
「My Way」
TEMPESTによるオープニングテーマ。作詞はMai HayleeとYui Kylee、作曲はMai HayleeとYui KyleeとKyle WongとU-KIRIN、編曲はU-KIRIN。
「絆創膏」
金子みゆによるエンディングテーマ。作詞は金子みゆと芦田菜名子、作曲は芦田菜名子とMarchinとAmala、編曲はMATZMとMarchinとAmala。

### 各話リスト
| 話数       | サブタイトル       | 脚本     | 絵コンテ   | 演出     | 作画監督 | 総作画監督 | 初放送日      |
| ---------- | ------------------ | -------- | ---------- | -------- | --- | ---------- | ------------- |
| Mission 01 | 爆誕ガチゴッド     | 猪原健太 | 毛利和昭   | 曽根利幸 | 加藤明日美 池津寿恵 石塚空良                                                                                             | 荒木裕     | 2025年 7月6日 |
| Mission 02 | 探索ガチダンジョン | 猪原健太 | 加藤洋人   | 加藤洋人 | 加藤洋人 鳥之海恋子 GAONNURI Animation                                                                                   | -          | 7月13日       |
| Mission 03 | 勇者ガチバーニング | 猪原健太 | 頂真司     | 減辺千伽 | Shin Seung-sook Bae Jae-un Lee Seung-hee Kim Gi-yeop Kim Jumg-rim                                                        | 荒木裕     | 7月20日       |
| Mission 04 | 片腕ガチデンジャー | 猪原健太 | 江副仁美   | 江口大輔 | 兵渡勝 馮含露 西尾友恵 池津寿恵 山下悟 耳浦朋彰 小島彰 稲吉智重 大髙雄太 齊藤貴巳一 岩田景子 鳥之海恋子                  | -          | 7月27日       |
| Mission 05 | 降臨ガチエンジェル | 猪原健太 | 川村賢一   | 藤原康彰 | 顧金秋 杭新華 陳玉峰 趙玲 李文静 姚遠 劉婧 徐鹏 姜丽卉 陳鑫 钱含章 時冬澄 将世武 冯永旭 加藤洋人 荒木裕 鳥之海恋子       | -          | 8月3日        |
| Mission 06 | 潜入ガチミッション | 猪原健太 | 江口大輔   | 江口大輔 | Shin Seung-sook Song Hyeon-ju Choi Eun-yeong Kim Jumg-rim Lee Seung-hee Park Yeong-hee Kim Gi-yeop 齊藤貴巳一 鳥之海恋子 | 荒木裕     | 8月10日       |
| Mission 07 | 極悪ガチマスター   | 猪原健太 | 正木陽南子 | 減辺千伽 | Gu Gyeong-ok Choi Eun-yeong Kim Ran-yeong Bae Jae-un Choi Hye-jeong 鳥之海恋子                                           | -          | 8月17日       |

### 放送局
| 放送期間        | 放送時間                     | 放送局     | 対象地域 | 備考                                 |
| --------------- | ---------------------------- | ---------- | -------- | ------------------------------------ |
| 2025年7月6日 -  | 日曜 23:30 - 月曜 0:00       | TOKYO MX   | 東京都   |                                      |
|                 |                              | サンテレビ | 兵庫県   |                                      |
| 2025年7月7日 -  | 月曜 23:00 - 23:30           | AT-X       | 日本全域 | CS放送 / 字幕放送 / リピート放送あり |
| 2025年7月10日 - | 木曜 0:30 - 1:00（水曜深夜） | BSフジ     | 日本全域 | BS/BS4K放送 / 『アニメギルド』枠     |

| 配信開始日    | 配信時間                   | 配信サイト | 備考                   |
| ------------- | -------------------------- | --- | ---------------------- |
| 2025年7月7日  | 月曜 0:00（日曜深夜） 更新 | dアニメストア （本店・for Prime Video・ニコニコ支店）                                                                                      | 見放題先行配信         |
| 2025年7月12日 | 土曜 22:00 以降順次更新    | ABEMA TVer 日テレ無料 ニコニコ生放送 | 最新話期間限定無料配信 |
|               |                            | DMM TV U-NEXT アニメ放題 Amazon Prime Video FOD Hulu Lemino AnimeFesta バンダイチャンネル J:COM STREAM milplus 見放題パックプライム TELASA | 見放題配信             |
|               |                            | YouTube Rakuten TV ニコニコチャンネル HAPPY!動画 ムービーフルPlus                                                                          | 都度課金配信           |

### BD
| 巻 | 発売日             | 収録話         | 規格品番   |
| -- | ------------------ | -------------- | ---------- |
| 上 | 2025年10月22日予定 | 第1話 - 第6話  | VPXY-72140 |
| 下 | 2025年11月26日予定 | 第7話 - 第12話 | VPXY-72141 |

### ラジオ
2025年7月25日からテレビアニメのラジオ番組として、「響 – HiBiKi Radio Station -」と「日本コロムビア公式YouTubeチャンネル」にて『ブサガチラジオ』のタイトルで配信される。パーソナリティは聖華役の稲垣好が担当。